# Fernando Manzaneque
Fernando Manzaneque Sánchez (Campo de Criptana, 4 febbraio 1934 – Alcázar de San Juan, 5 giugno 2004) è stato un ciclista su strada, pistard e dirigente sportivo spagnolo.
Professionista dal 1954 al 1970, vinse tre tappe al Tour de France e due alla Vuelta a España.

## Carriera
Manzaneque ottenne diversi successi nelle corse a tappe e partecipò otto volte al Tour de France e dodici alla Vuelta a España, non portando a termine le prove in solo un'occasione. Vinse rispettivamente tre tappe al Tour e due alla Vuelta; in quest'ultima giunse anche sul podio nel 1958.
Fra gli altri risultati, un secondo posto alla Bicicletta Basca e alla Volta Ciclista a Catalunya nel 1959, il terzo nel campionato nazionale nel 1960 e il quarto del 1961. Nel 1963 si aggiudicò la classifica finale del Grand Prix du Midi Libre e arrivò terzo al Critérium du Dauphiné Libéré.
Partecipò per tre volte ai campionati del mondo di ciclismo su strada, ottenendo il miglior risultato nel 1964 quando giunse ottavo.

## Palmarès
- 1954

5ª tappa Vuelta a Levante
- 1955

9ª tappa Vuelta a Andalucía
- 1957

Grand Prix Totana
1ª tappa Gran Premio di Torrelavega
7ª tappa Vuelta a Asturias
5ª tappa Tour du Sud-Est - Vuelta al Suereste Espaneol
5ª tappa Tour du Maroc
7ª tappa Tour du Maroc
- 1958

12ª tappa, 2ª semitappa Tour du Sud-Est - Vuelta al Suereste Espaneol
1ª tappa, 2ª semitappa Volta Ciclista a Catalunya
- 1959

Campionati spagnoli delle regioni, Prova in linea
17ª tappa Vuelta a España
6ª tappa Vuelta a Andalucía
- 1960

7ª tappa Vuelta a Levante
Classifica generale Vuelta a Levante
18ª tappa Tour de France
5ª tappa Vuelta a Andalucía
7ª tappa Vuelta a Andalucía
- 1961

6ª tappa Critérium du Dauphiné Libéré
5ª tappa Euskal Bizikleta
- 1962

Classifica generale Vuelta a Levante
- 1963

1ª tappa, 1ª semitappa Grand Prix du Midi Libre
Classifica generale Grand Prix du Midi Libre
Grand Prix Fiesta del Puente
Trofeo Jaumendreo
16ª tappa Tour de France
3ª tappa, 2ª semitappa Volta Ciclista a Catalunya
7ª tappa Vuelta a Andalucía
- 1964

Circuito de Getxo
- 1965

Campionati spagnoli delle regioni, Prova in linea
5ª tappa Vuelta a España
- 1967

16ª tappa Tour de France

### Altri Successi
- 1960

Classifica a punti Vuelta a Levante
Classifica delle regolarità Vuelta a España
- 1961

Classifica scalatori Critérium du Dauphiné Libéré
- 1963

Classifica scalatori Volta Ciclista a Catalunya
- 1965

Classifica scalatori Vuelta a Andalucía

## Piazzamenti

### Grandi Giri
- Tour de France

1958: 20º
1959: 14º
1960: 11º
1961: 6º
1963: 12º
1964: 12º
1965: 25º
1967: 10º
- Vuelta a España

1955: 57º
1957: ritirato
1958: 3º
1959: 25º
1960: 6º
1961: 7º
1962: 8º
1963: 13º
1964: 6º
1965: 4º
1967: 18º
1968: 21º

### Classiche monumento
- Milano-Sanremo

1960: 77º
1964: 102º
1965: 41º
- Giro di Lombardia

1958: 84º

### Competizioni mondiali
- Campionati del mondo

Zandvoort 1959 - In linea: ritirato
Karl-Marx-Stadt 1960 - In linea: 23º
Berna 1961 - In linea: ritirato
Salò 1962 - In linea: ritirato
Ronse 1963 - In linea: ritirato
Sallanches 1964 - In linea: 8º
San Sebastián 1965 - In linea: 17º